# Lucius Marcius Philippus (consul suffect en -38)
Lucius Marcius Philippus (né vers 80 av. J.-C., mort après 33 av. J.-C.) est un homme politique de la fin de la République romaine, consul suffect en 38 av. J.-C. Il devient le « demi-frère » du futur empereur Auguste, lorsque la mère de ce dernier épouse son père.

## Famille
Il est membre de la gens plébéienne Marcia, fils de Lucius Marcius Philippus, consul en 56 av. J.-C., deuxième époux d'Atia Balba Cæsonia en 59 av. J.-C. et donc beau-père du jeune Octave.
Il ne semble pas avoir eu de fils ayant atteint l'âge adulte pour lui succéder. Il est parfois donné comme ayant épousé une sœur cadette d'Atia, sur la base de poèmes d'Ovide, mais il semble que ce soit son père qui épouse sa belle-sœur, après le décès de sa femme en 43 av. J.-C. De cette union est née Marcia, épouse de Paullus Fabius Maximus qui sera consul en 11 av. J.-C.,

## Biographie
Il devient peut-être membre du collège des augures en l'an 50 av. J.-C.
En 49 av. J.-C., il est élu tribun de la plèbe. Il met son veto à la proposition d'envoyer Faustus Cornelius Sulla, le gendre de Pompée, comme propréteur de Maurétanie, avec pour objectif de persuader les rois Bocchus II et Bogud d'abandonner Jules César pour rejoindre le camp de Pompée,.
En 44 av. J.-C., il est élu préteur, et bien qu'il s'est vu accorder une province à administrer après son mandat, il refuse d'accepter la validité de l'attribution des provinces convenue lors d'une réunion non officielle du Sénat le 28 novembre au soir, pendant laquelle Marc Antoine tente de reprendre la situation en main et brusque les choses au Sénat afin de s'assurer que ses dispositions prises en juin soient bien promulguées. Peu de temps après, la guerre civile de Modène débute. À cette occasion, Cicéron dit de lui dans la troisième Philippique : Quod idem fecit L. Philippus, uir patre, auo maioribusque suis dignissimus : « C'est ce qu'a pensé aussi L. Philippus, ce citoyen si digne de son père, de son aïeul, de ses ancêtres ».
Son père utilise son influence sur Octavien pour l'aider à obtenir le consulat suffect pour l'année 38 av. J.-C., en remplacement potentiel de Gaïus/Caïus Norbanus Flaccus (infra, in fine). Néanmoins, lors de son mandat, Philippus ne se déclare pas ouvertement pour son demi-frère dans la rivalité qui l'oppose à Antoine,.
En 35 av. J.-C., il est nommé proconsul d'une des deux provinces d'Hispanie, succédant à Caius Norbanus Flaccus,. Après avoir servi pendant deux ans, il revient à Rome où il obtient le triomphe célébré le 27 avril 33 av. J.-C. pour ses actions en tant que gouverneur,. Avec le butin de ses victoires, il fait restaurer le temple d'Hercule et des Muses dans le cirque Flaminius,.